# Caradrina kaolina
Caradrina kaolina là một loài bướm đêm trong họ Noctuidae.